# Грязнуха (верхний приток Енисея)
Грязнуха — река в Туруханском районе Красноярского края, левый приток Енисея. Длина реки — 10 км. Исток находится в северной оконечности озера Каменный Раскол 2-й, на высоте 15 м, единственный приток, имеющий название — Волошный раскол, впадает в Грязнуху слева, на расстоянии около 7 км от устья. Река впадает в Енисей напротив посёлка Сухая Тунгуска, на расстоянии 1060 км от устья.
По данным государственного водного реестра России относится к Енисейскому бассейновому округу. Код водного объекта — 17010600112116100060835.